# Траут, Вольф
Вольф Траут (нем. Wolf Traut; 1478, Нюрнберг — 1520, Нюрнберг) — немецкий живописец, рисовальщик и гравёр по дереву эпохи Северного Возрождения. Ученик и помощник Альбрехта Дюрера.

## Биография
Точная дата рождения Траута неизвестна и в разных источниках указывается между 1478 и 1490 годами. Семейные обстоятельства также неясны. Иногда его называют сыном , иногда братом или племянником  Иоганна (Ханса) Траута. Имя Ханса Траута встречается у двух художников: Ханс Трау Младший был живописцем, а Ханс Траут Старший был живописцем и ювелиром, приехавшим из Шпейера. Траут, возможно, был учеником Михаэля Вольгемута. Впервые упоминается под своим именем в 1505 году. В том же году была опубликована книга Ульриха Пиндера «Особенный сад Девы Марии Розария» (Der besonderen Gart des Rosenkrantz Mariae), иллюстрированная 13 гравюрами на дереве Траута. Другие гравюры на дереве для этой книги были выполнены Хансом Бальдунг Грином, Хансом Шойфелином и Хансом фон Кульмбахом, также учениками Дюрера. В то время Вольф Траут также работал в мастерской Альбрехта Дюрера.
С 1507 года он был связан с издательствами города Бамберга, с 1516 года подписывал и датировал свои работы. Тем не менее, считается, что Вольф Траут был не вполне самостоятельным художником, чаще он копировал рисунки и гравюры других мастеров, в основном из мастерской Дюрера.
В 1514 году был создан Артельсхофенский алтарь, который теперь находится в Баварском национальном музее и приписывается работе Траута.
Другими работами Траута считаются алтарный образ в приходской церкви Святого Лаврентия в Нюрнберге, созданный в 1502 году, и алтарный образ в капелле суконщиков Святой Анны. Он также создал портрет Зебальда Бамбергера (1498–1518), аббата монастыря Хайльсбронн (ок. 1517).

## Галерея

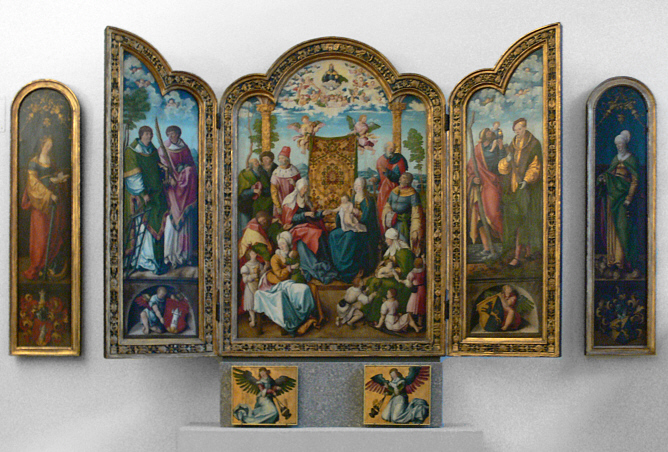
Артельсхофенский алтарь. 1514. Дерево, масло. Баварский национальный музей, Мюнхен
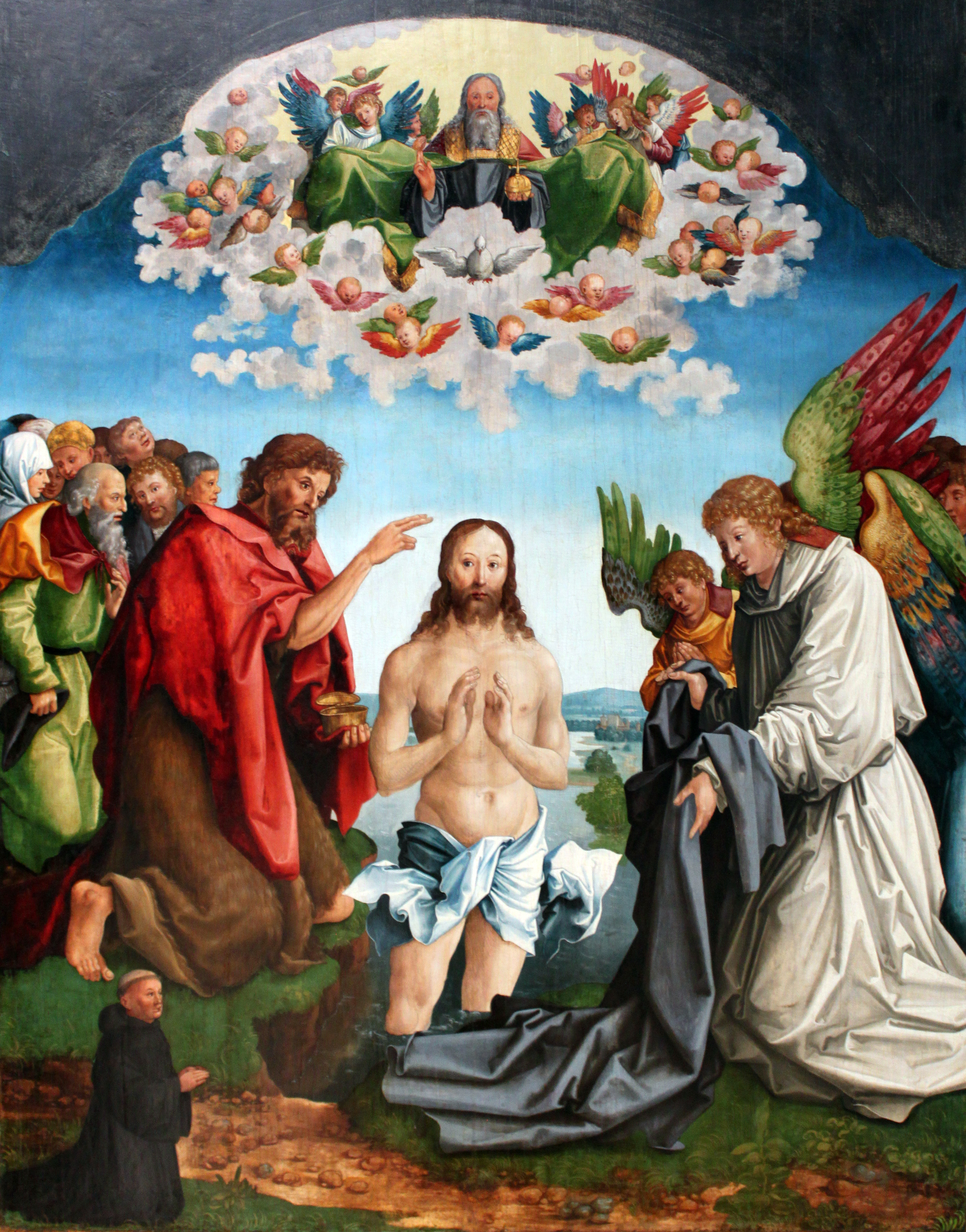
Крещение Христа. 1517. Дерево, масло. Германский национальный музей, Нюрнберг
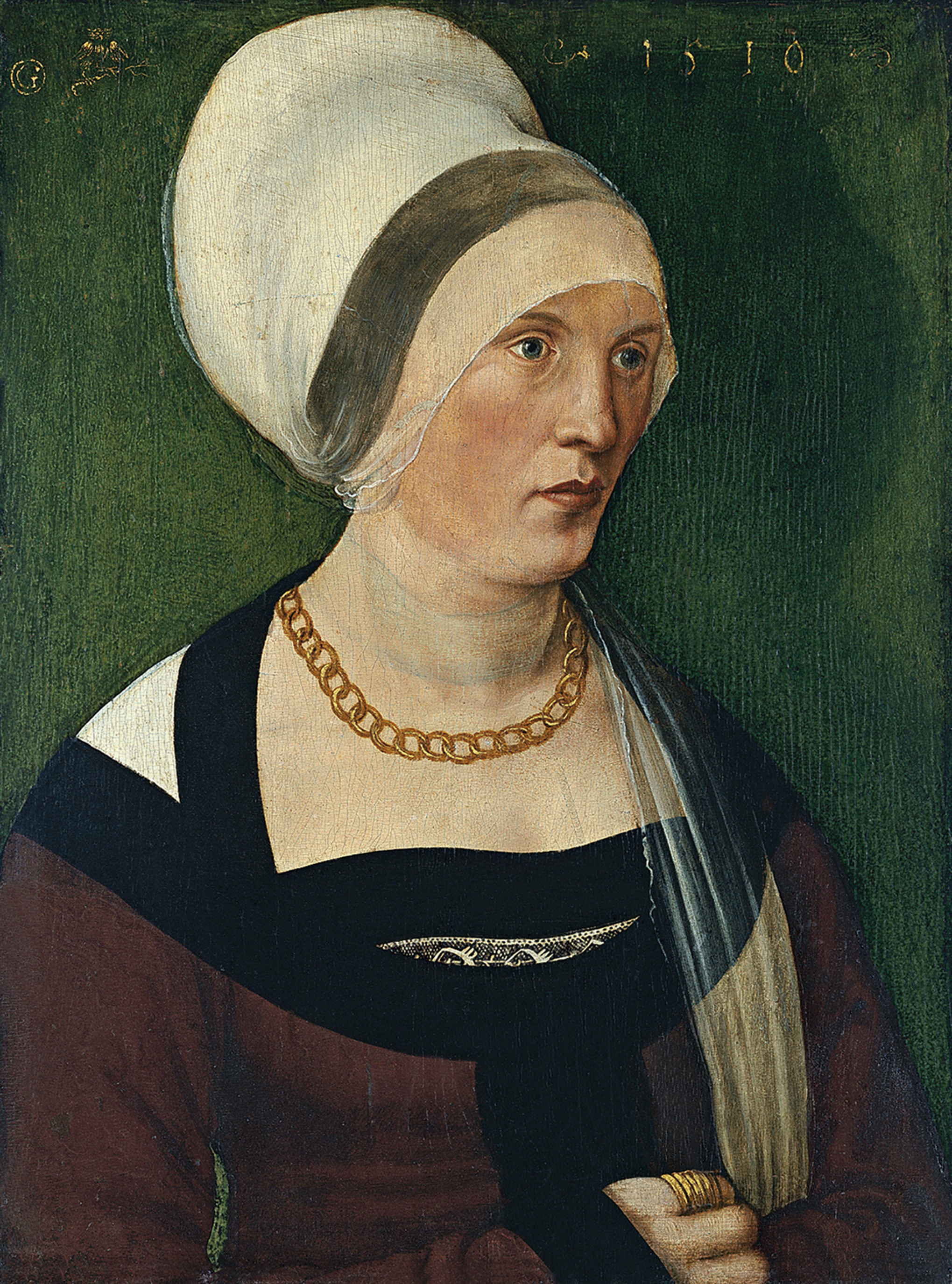
Женский портрет. 1510. Дерево, масло. Музей Тиссена-Борнемисы, Мадрид
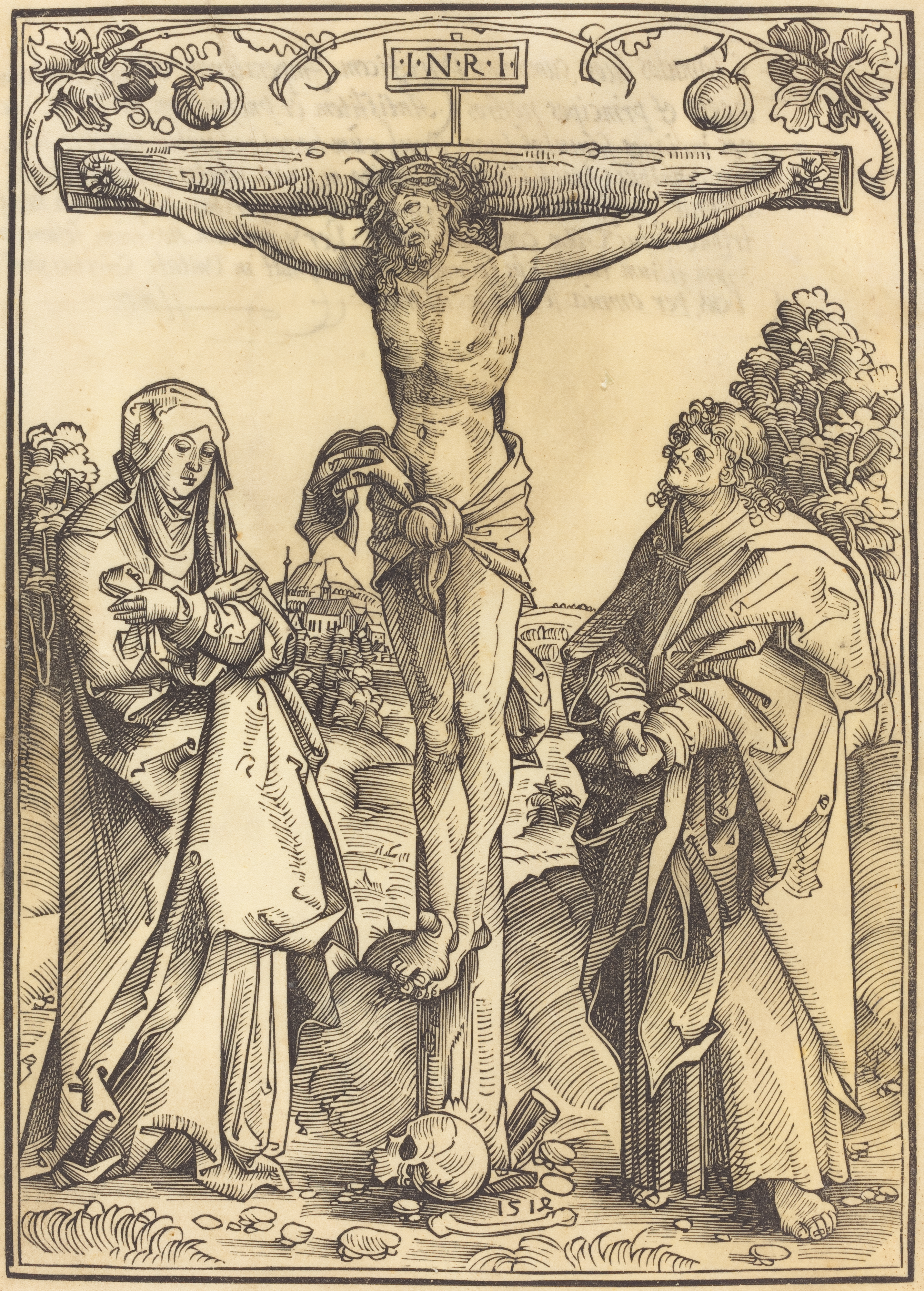
Распятие с Марией и Иоанном. Гравюра на дереве. Национальная галерея искусства, Вашингтон
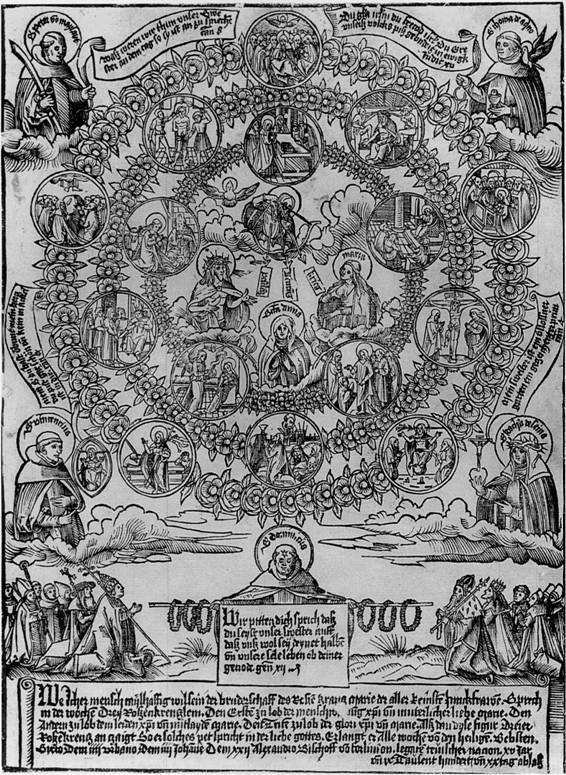
Розарий Девы Марии. Ок. 1500. Гравюра на дереве. Кунстхалле, Карлсруэ
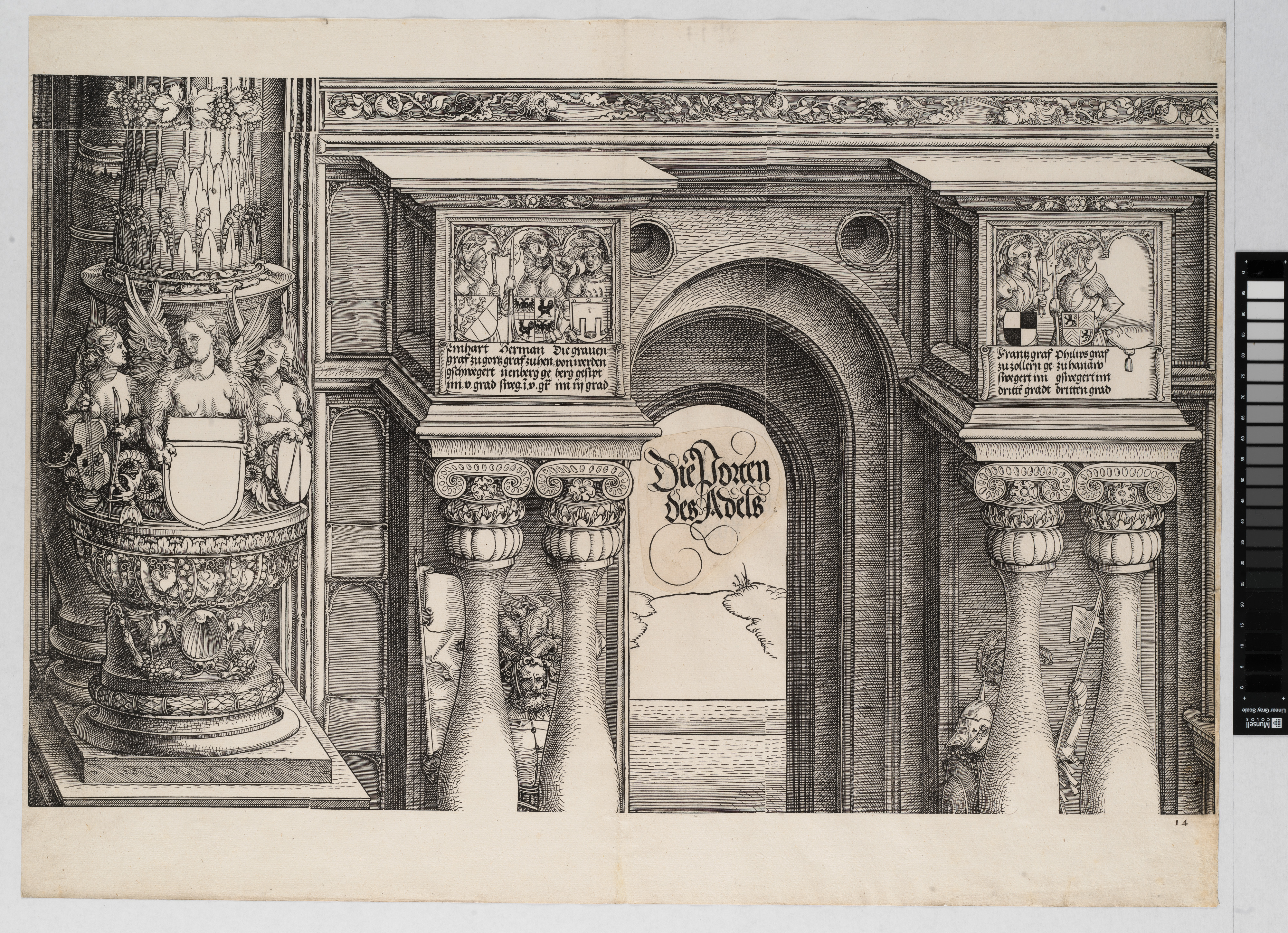
Триумфальная арка императора Максимилиана I. Деталь. 1517-1518. Гравюра на дереве
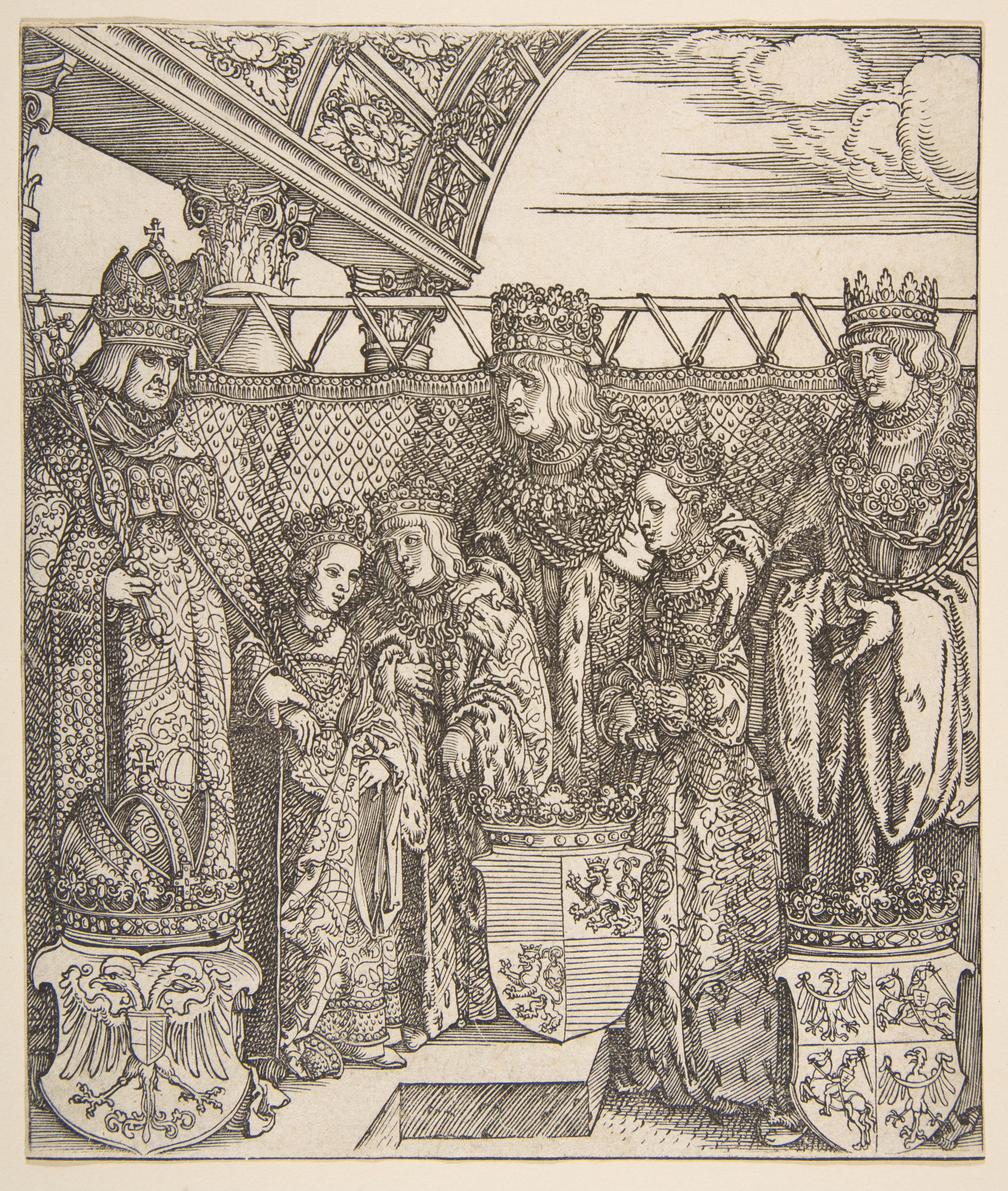
Триумфальная арка императора Максимилиана I. Деталь. Метрополитен-музей, Нью-Йорк